# Vranac

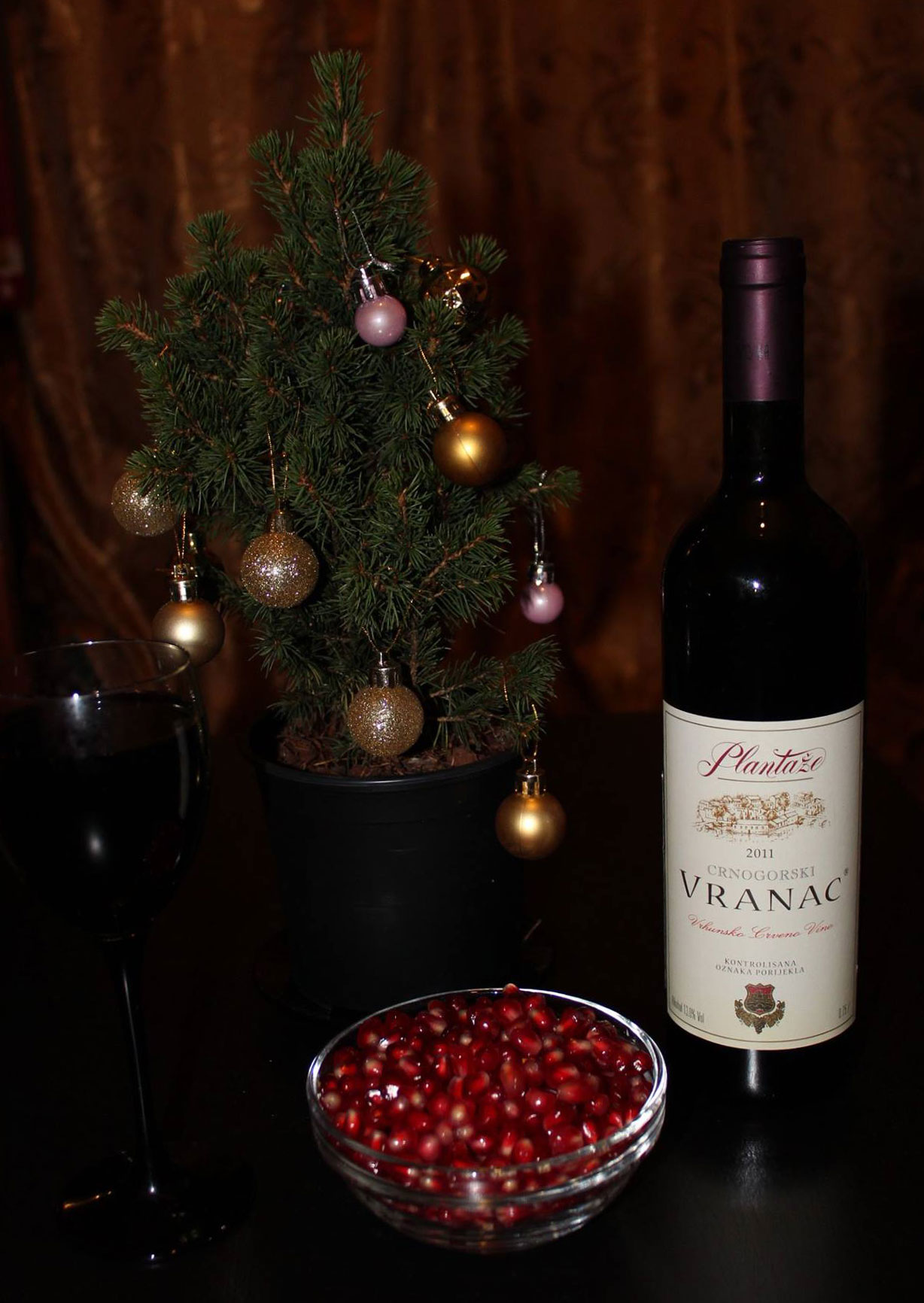
En Vranac 2011 från Plantaze, Montenegro.

Vranac/Vranec (serbiska: Вранац) är en urgammal blå druva som främst odlas i Nordmakedonien, Serbien, Montenegro, Bosnien, Kosovo och Kroatien. Nordmakedonien har störst areal, uppskattningsvis drygt 60% av total areal. Ursprunget tros vara Montenegro där det också är den mest planterade druvan. Druvan är en lokal specialité i dessa balkanländer och ger ett torrt, kraftfullt, mörkt och kryddigt rött vin. Oftast låter man vinerna från denna druva ligga på ekfat en tid. Vranacdruvan är stor och har en kraftig mörkröd färg. Skördeperioden äger rum från mitten av september och fortsätter in i oktober. Ordet Vranac betyder svart hingst och därför är vranacviner förknippade med styrka, potens, och framgång. Druvan odlas på ca. 15 000 hektar. Den största enskilda producenten är Plantaže i Montenegro.

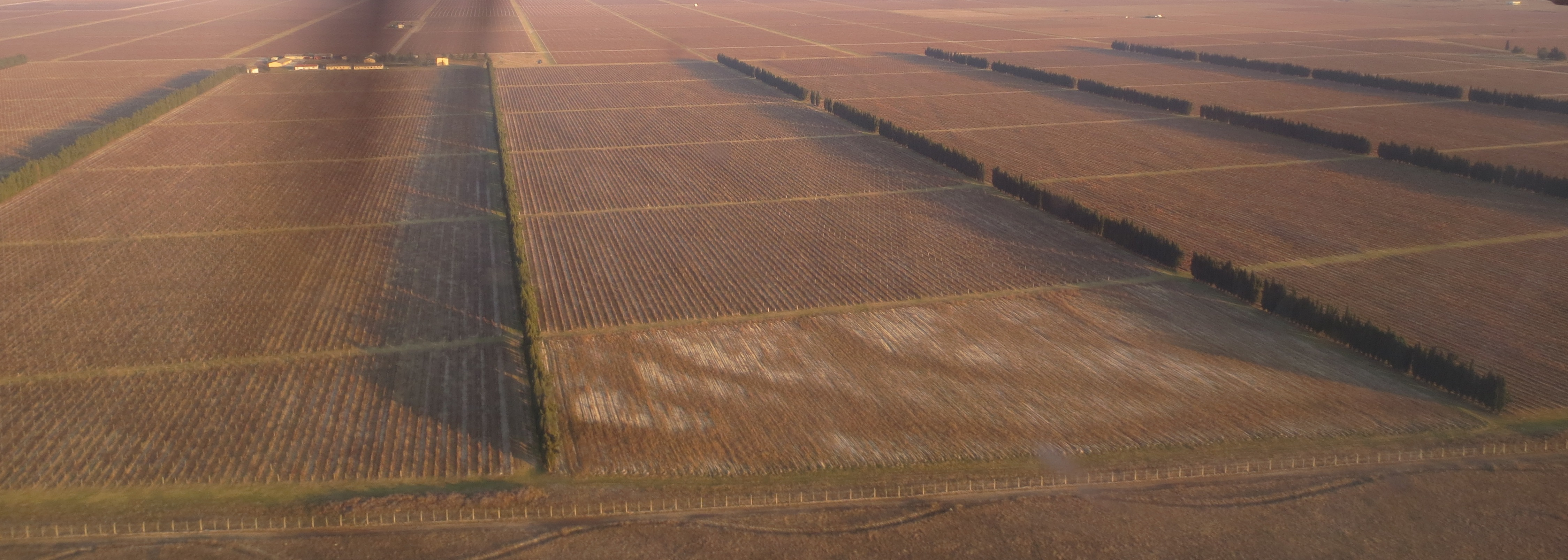
Plantaze, utanför Podgorica, Montenegro. Anses vara världens största sammanhållna vinplantering och det mesta är Vranec.
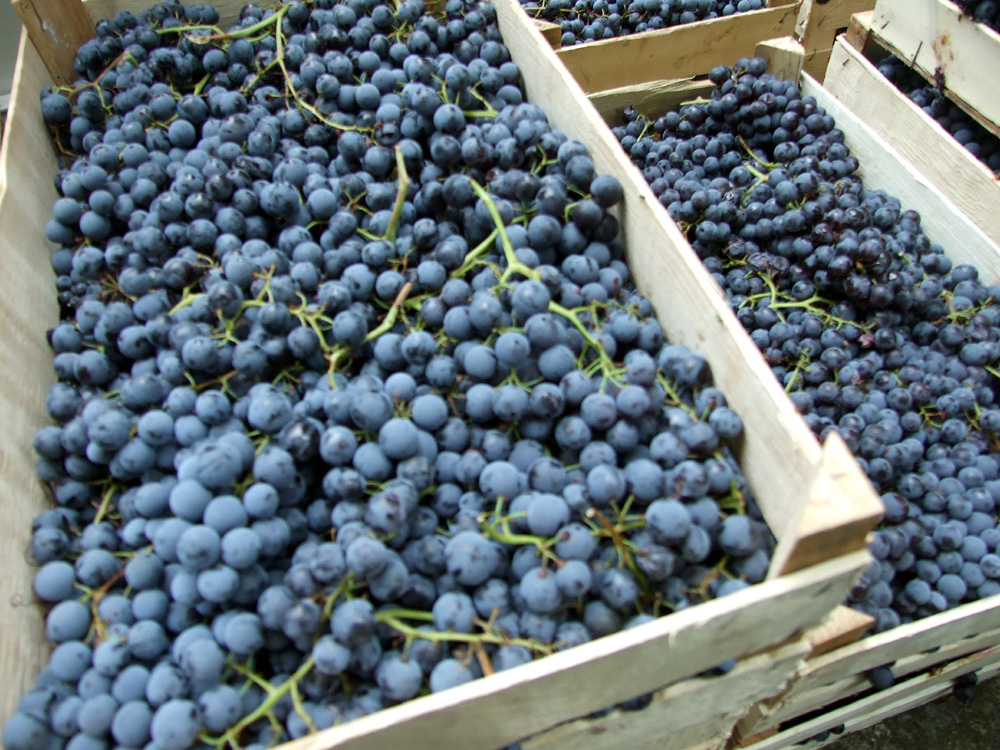
Vranac
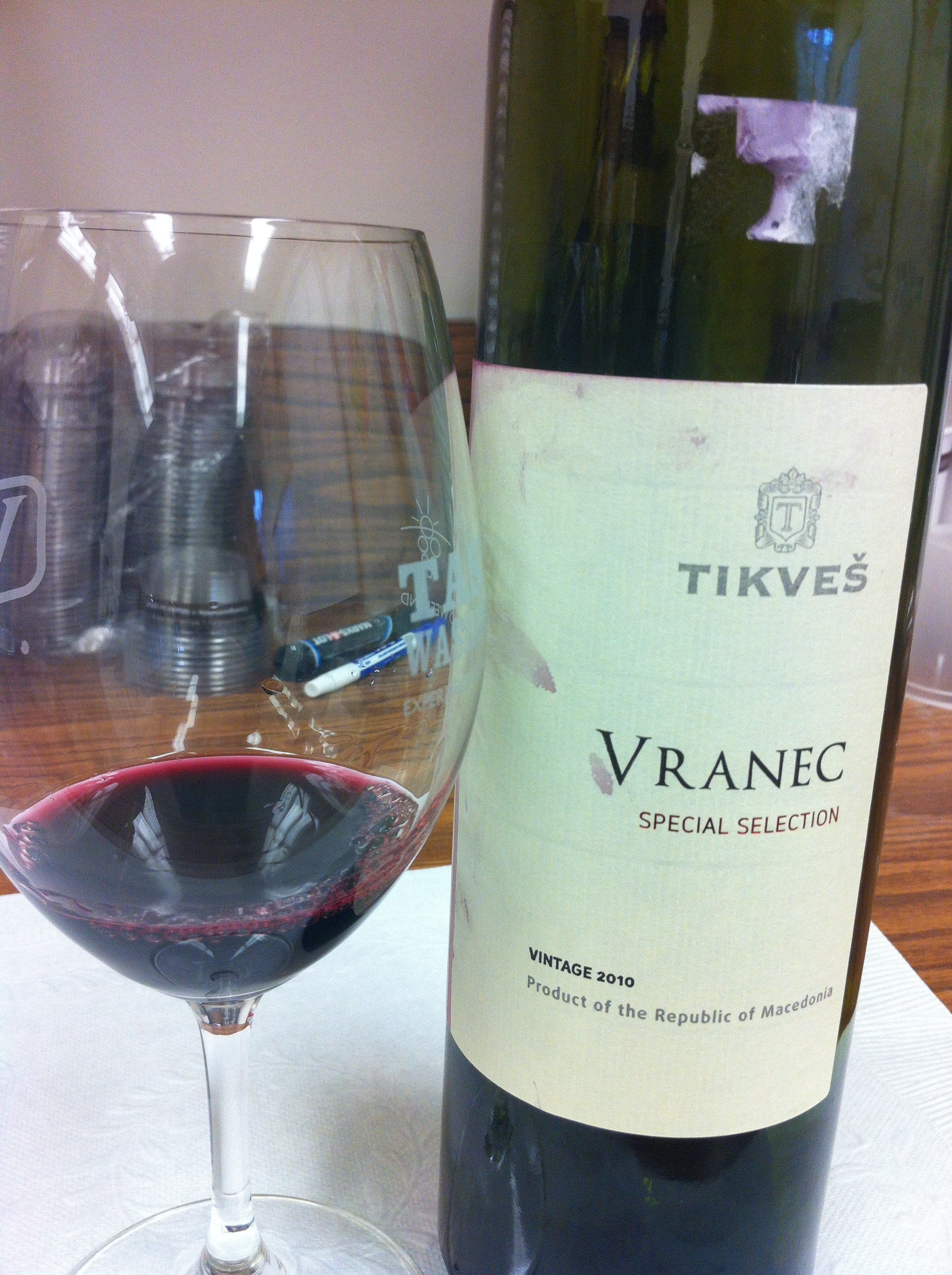
Vranec från Nordmakedonien.